# Тревіс Роше
Тревіс Роше (англ. Travis Roche; 17 червня 1978, місто Гранд Кеш, провінція Альберта) — професійний канадський хокеїст, захисник, виступає з 2008 року за СК «Берн» з Національної ліги А.

## Кар'єра
Роше розпочав свою кар'єру в клубі «Трейл Смоук Ітерс», Британської Колумбії хокейна ліга в який він виступав три сезони, з сезону 1998/99 виступає за хокейну команду Університету Північної Дакоти. У квітні 2001 року, підписав контракт, як вільний агент з клубом НХЛ Міннесота Вайлд. Більшу частину контракту, Тревіс відіграв в AHL за команду «Г'юстон Аерос». Саме тут він виграв в 2002 році приз Яника Дюпре, ще через рік разом з командою виграв Кубок Колдера. У 2004 році Тревіс укладє контракт з «Атлантою Трешерс», але знову більшу частину часу грав за їх фарм-клуб «Чикаго Вулвс». Влітку 2006 року переходить до «Фінікс Койотс», де в грудні того ж року, закидає свою першу шайбу в НХЛ. Загалом в складі «Фінікс Койотс» проведе 50 матчів та набере 19 очок (6 + 13). Наступний сезон проведе у фарм-клубі «Сан-Антоніо Ремпедж» (АХЛ) — 76 матчів, 43 очка (6 + 37). 
У сезоні 2009/10 він виграє чемпіонат Швейцарії у складі клубу СК «Берн». На початку вересня 2011 року Тревіс Роше продовжив свій контракт ще на два роки.

## Нагороди та досягнення
- 1997 BCHL друга команда усіх зірок.
- 1997 Найкращий гравець плей-оф БКХЛ.
- 1997 Новачок року БКХЛ.
- 1998 Перша команда усіх зірок.
- 1998 Найкращий захисник БКХЛ.
- 2000 Західна хокейна асоціація All-Rookie Team.
- 2000 Трофей Броудмура.
- 2000 Чемпіон НАСС у складі Університету Північної Дакоти.
- 2001 Перша команда усіх зірок Західної хокейної асоціації.
- 2002 Володар призу Яника Дюпре.
- 2003 Володар Кубка Колдера у складі «Г'юстон Аерос».
- 2005 АХЛ All-Star Classic.
- 2005 АХЛ перша команда усіх зірок.
- 2010 Чемпіон Швейцарії у складі СК «Берн».
- 2010 В команді усіх зірок Кубка Шпенглера у складі збірної Канади.
- 2012 Володар Кубка Шпенглера у складі збірної Канади.
- 2013 Чемпіон Швейцарії у складі СК «Берн».